# Paul Rachubka
Paul Stephen Rachubka (San Luis Obispo, California, Estados Unidos, 21 de mayo de 1981) es un futbolista inglés nacido en Estados Unidos. Juega de portero y su actual equipo es el Bury FC de la Football League Championship de Inglaterra.

## Selección nacional
Ha sido internacional con la Selección nacional de fútbol de Inglaterra Sub-20.

## Participaciones en Copas del Mundo
| Mundial                            | Sede    | Resultado    |
| ---------------------------------- | ------- | ------------ |
| Copa Mundial de Fútbol Sub-20 1999 | Nigeria | Primera fase |

## Clubes
| Club                | País       | Año           |
| ------------------- | ---------- | ------------- |
| Manchester United   | Inglaterra | 2000-2001     |
| Royal Antwerp       | Bélgica    | 2001          |
| Oldham Athletic     | Inglaterra | 2001-2002     |
| Charlton Athletic   | Inglaterra | 2002-2004     |
| Huddersfield Town   | Inglaterra | 2004          |
| Siamo Fuori FC      | Italia     | 2004          |
| Northampton Town    | Inglaterra | 2004          |
| Huddersfield Town   | Inglaterra | 2004-2006     |
| Peterborough United | Inglaterra | 2006-2007     |
| Blackpool FC        | Inglaterra | 2007-2011     |
| Leeds United        | Inglaterra | 2011          |
| Tranmere Rovers     | Inglaterra | 2011-2012     |
| Leyton Orient       | Inglaterra | 2012          |
| Accrington Stanley  | Inglaterra | 2012          |
| Bury FC             | Inglaterra | 2013 Presente |